# Éric de Chassey
Éric de Chassey (* 1. Januar 1965 in Pittsburgh) ist ein französischer Kunsthistoriker und Autor.

## Leben
Chassey war als Hochschullehrer für Kunstgeschichte an der Universität Tours tätig. Vom September 2009 bis 2015 war er als Nachfolger von Frédéric Mitterrand Direktor der Académie de France à Rome.

## Werke (Auswahl)
- La violence décorative: Matisse et les États-Unis, Nîmes, Editions Jacqueline Chambon, 1998
- La peinture efficace, Une histoire de l’abstraction aux États-Unis, 1910–1960, Paris, Editions Gallimard, 2001
- Henri Matisse – Ellsworth Kelly – Dessins de plantes (gemeinschaftlich mit Rémi Labrusse), Paris, Gallimard et Centre Pompidou, 2002
- Version américaine, Henri Matisse-Ellsworth Kelly-Plant Drawings, New York City, Ginkgo Press, 2002
- Pascal Pinaud, Transpainting, Genf, Musée d’Art Moderne et Contemporain, 2003
- The Gilbert and Catherine Brownstone Collection: Hydraulic Muscles Pneumatic Smiles, Palm Beach, Norton Museum, 2003
- Eugène Leroy, Autoportrait, Paris, Gallimard, 2004
- Platitudes, Une histoire de la photographie plate, Paris, Éditions Gallimard, 2006
- Pour l'histoire de l'art, Arles, Actes Sud, 2011